# Hale's Location
Hale's Location è un territorio (civil township) degli Stati Uniti d'America facente parte della contea di Carroll nello stato del New Hampshire.